# Euthalia galara
Euthalia galara är en fjärilsart som beskrevs av Hans Fruhstorfer 1913. Euthalia galara ingår i släktet Euthalia och familjen praktfjärilar. Inga underarter finns listade i Catalogue of Life.